# Misija Rosetta
Misija Rosetta, dvadesetogodišnja europska svemirska misija koja je započela 2004. godine s ciljem prvog spuštanja neke svemirske letjelice (Rosetta) na jedan komet. Ova misija završila je uspješnim slijetanjem robotske sonde Phylae na komet 67P/Churyumov-Gerasimenko. Slijetanje je uspjelo tek iz trećeg pokušaja na sletište koje se vodilo pod oznakom J, ali nešto dalje od predviđenog mjesta. Datum slijetanja je bio u srijedu 12. studenog 2014., a nakon 3 dana (15. studenog) Phylae je prestala slati signale nakon što su joj se ispraznile baterije.

## Problemi sa slijetanjem
Slijetanje na komet bilo je problematično zbog veoma slabe gravitacije koja je na kometu oko 100.000 puta manja od Zemljine, kao i zbog terena. Robotska sonda Phylae ima tri noge, a problem učvršćivanja za tlo riješen je tako da se sonda učvrstila uz pomoć dva harpuna od bakra i berilija ispaljena u tlo, a od izvlačenja iz sipkog tla osiguravale su četiri kuke. 
Problem sa slijetanjem predstavljale su i okolne stijene kojih je na sletištu J bilo najmanje.
Vođa ovog projekta bio je Fred Jansen.